# 热奈 (科多尔省)
热奈（法語：Genay，法語發音：[ʒənɛ] ⓘ）是法国科多尔省的一个市镇，属于蒙巴尔区。

## 地理
热奈（47°31'33"N, 4°17'54"E）面积13.82 平方千米，位于法国勃艮第-弗朗什-孔泰大區科多尔省，该省份为法国中东部省份，北起奥布省，西接涅夫勒省和约讷省，南至索恩-卢瓦尔省，东南接汝拉省，东临上索恩省，东北部与上马恩省接壤。
与热奈接壤的市镇（或旧市镇、城区）包括：维莱讷莱普雷沃特、托尔西和普利尼、维克德沙斯奈、热莱巴尔、米勒里。

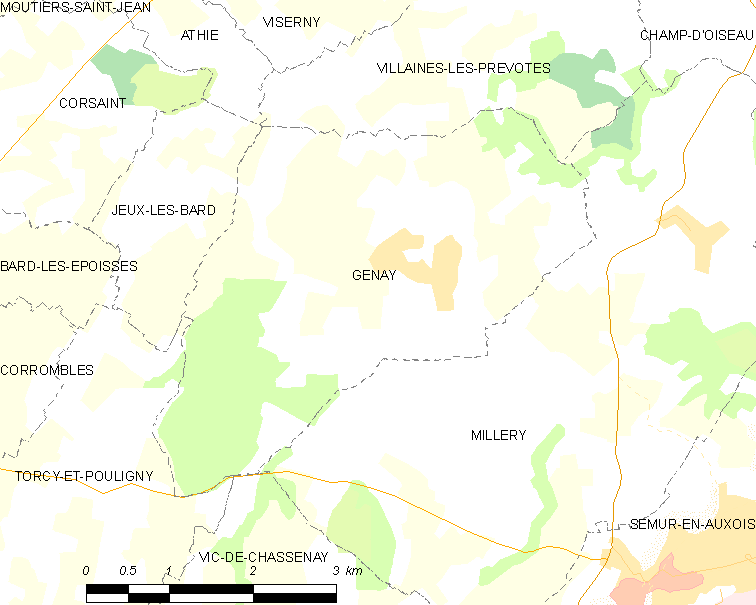
的OSM定位图

热奈的时区为UTC+01:00、UTC+02:00（夏令时）。

## 行政
热奈的邮政编码为21140，INSEE市镇编码为21291。

## 政治
热奈所属的省级选区为欧苏瓦地区瑟米尔县。

## 人口

1962-2008年间人口变化图示

热奈于2022年1月1日时的人口数量为382人。